# Miejsce pamięci w Łężcu
Miejsce pamięci w Łężcu – skwer przy dawnym przejściu Stralkowo na granicy Cesarstwa Niemieckiego i Imperium Rosyjskiego z lat 1815–1918, położony między Strzałkowem i Słupcą (w granicach administracyjnych miasta), w pobliżu wsi Łężec. Znajduje się przy drodze krajowej nr 92. Został udostępniony w 2008. Nieopodal jest cmentarz jeńców wojennych i internowanych, związany z istniejącym tutaj w latach 1914–1924 obozem jenieckim.

## Opis
W miejscu pamięci znajdują się:
- kamień pamiątkowy na którym umieszczono godło Polski według wzoru z lat 1919–1927 oraz inskrypcję W 90-TĄ ROCZNICĘ / ODZYSKANIA NIEPODLEGŁOŚCI / NA PAMIĄTKĘ PRZEKREŚLENIA / GRANIC ZABORÓW / SŁUPCA – STRZAŁKOWO, 11 XI 2008
- maszt z flagą państwową,
- krzyż z figurą Chrystusa,
- 5 tablic z informacjami na temat powiatu słupeckiego, Strzałkowa, Słupcy, granicy, obozów jenieckich z lat 1914–1921 oraz obozu dla internowanych i uchodźców z lat 1921–1924, a także cmentarza (obramowanych w barwach biało–czarnych, w nawiązaniu do pruskich budek wartowniczych).

W miejscu pamięci odbywają się lokalne uroczystości patriotyczne.

## Galeria

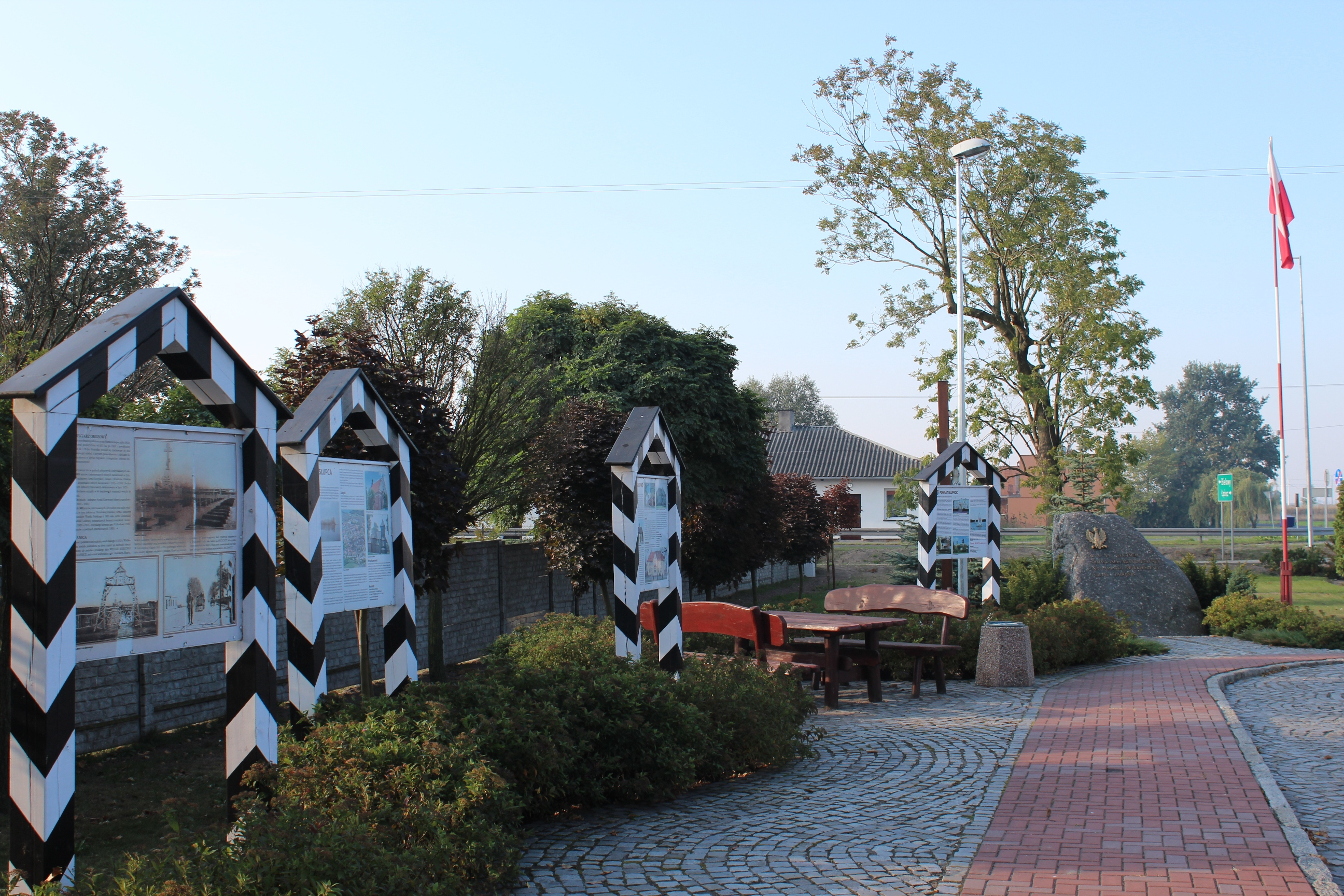
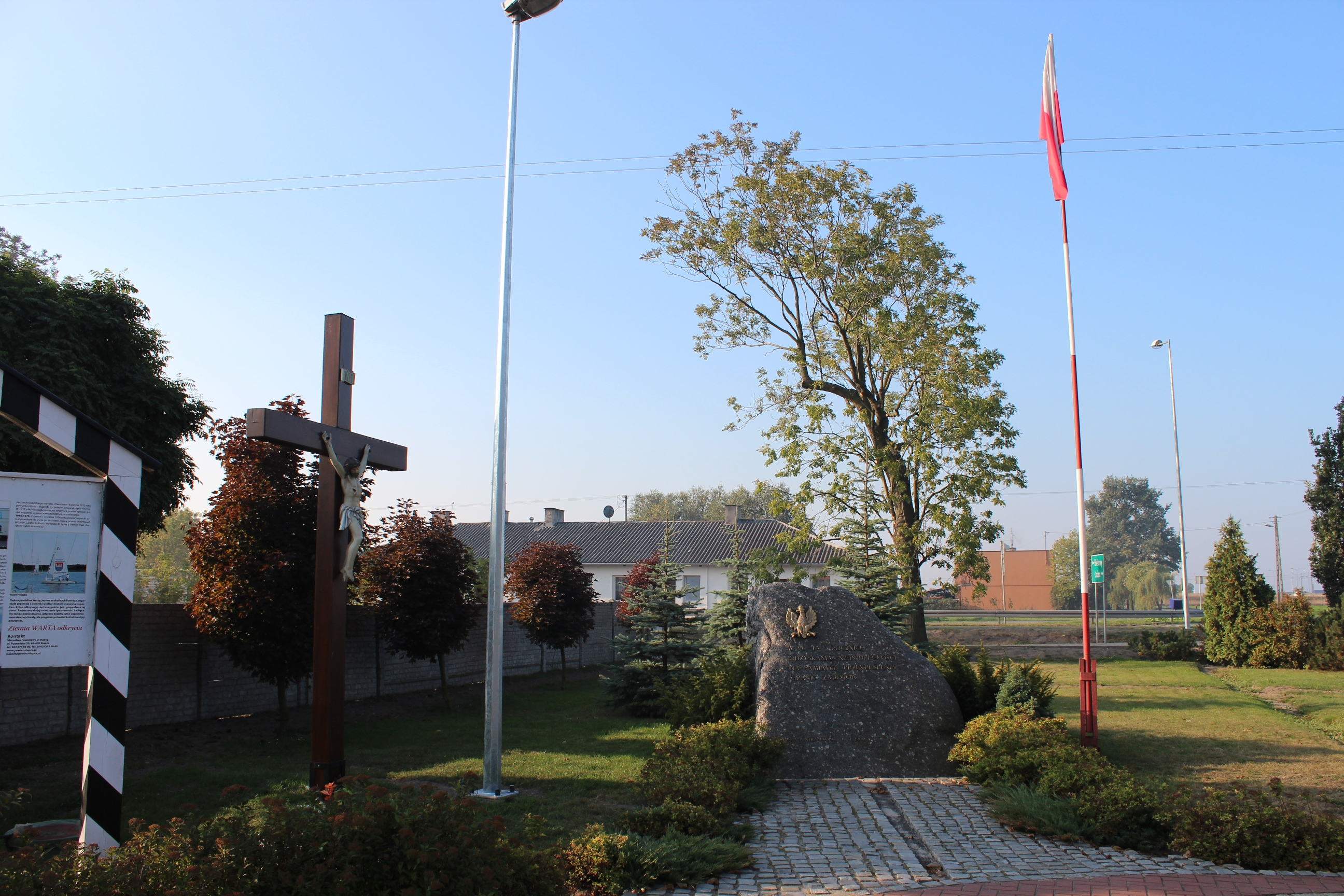
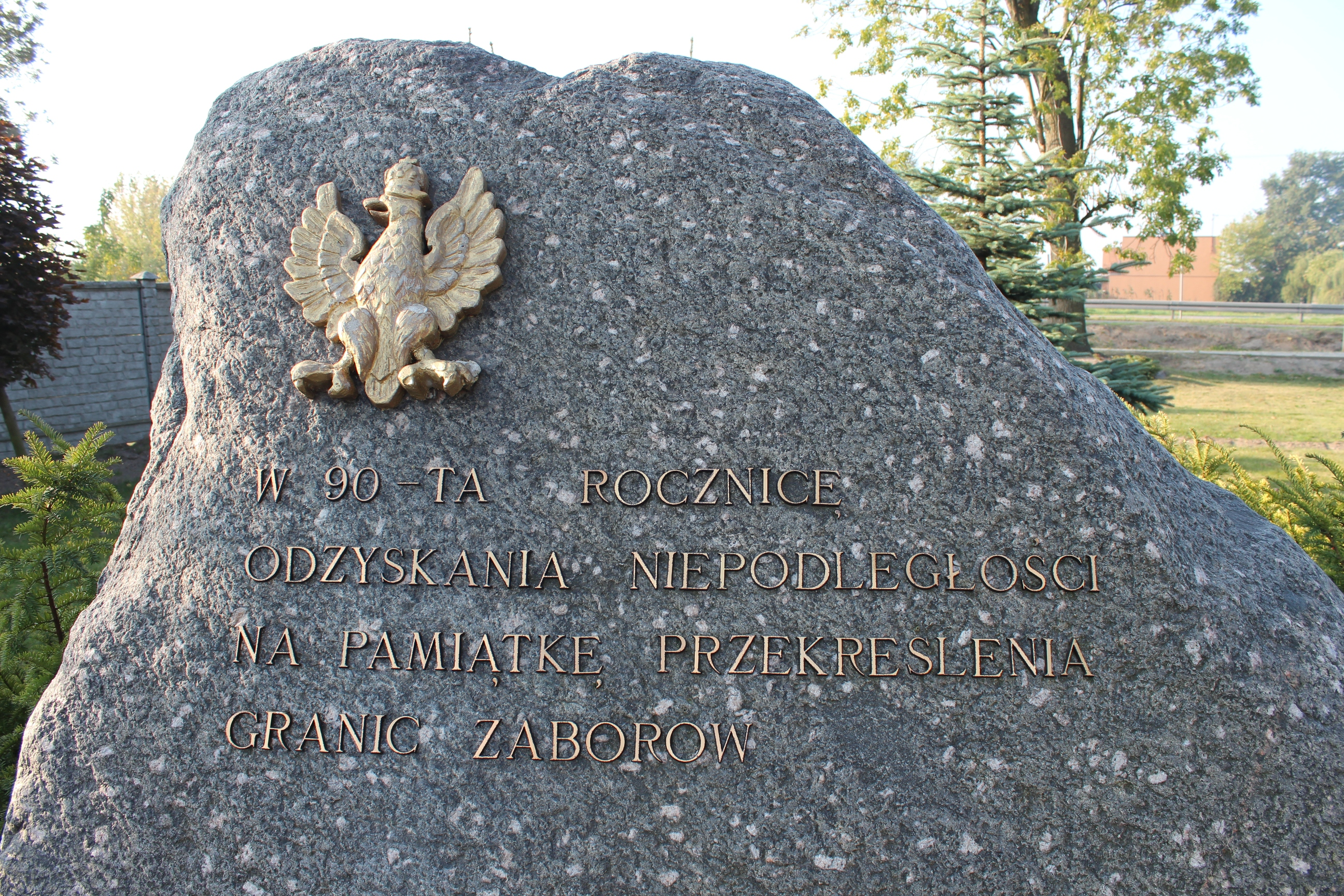
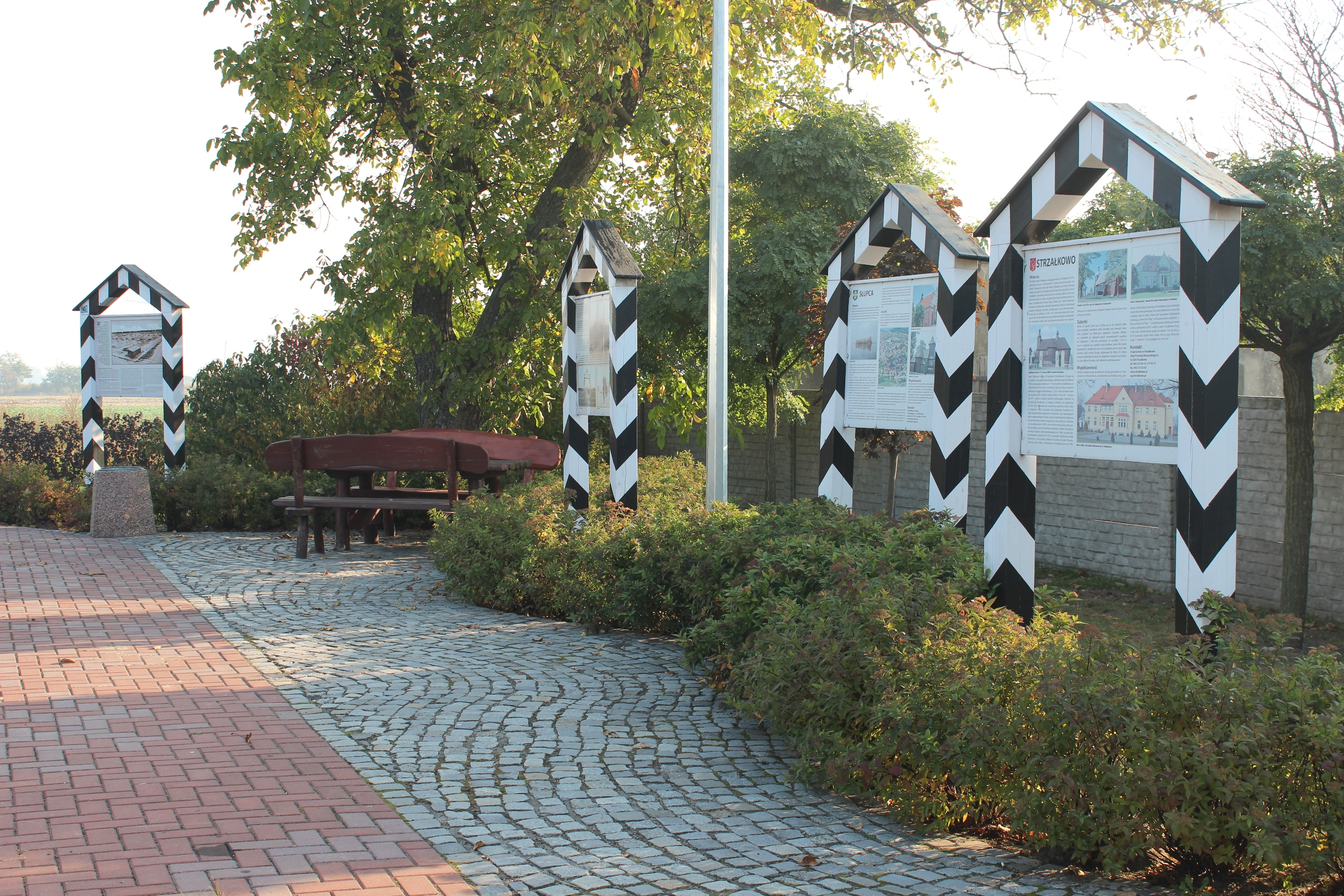
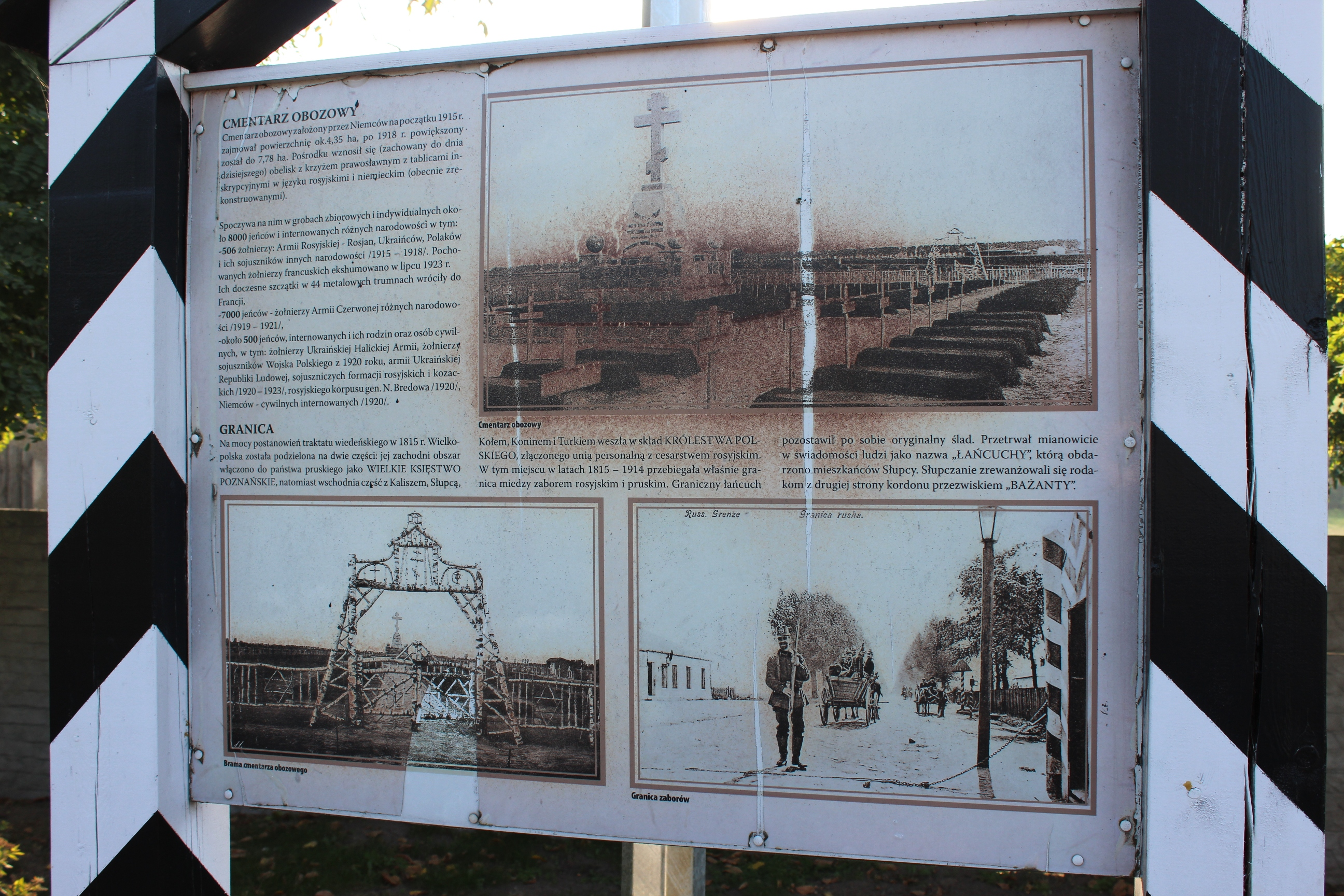
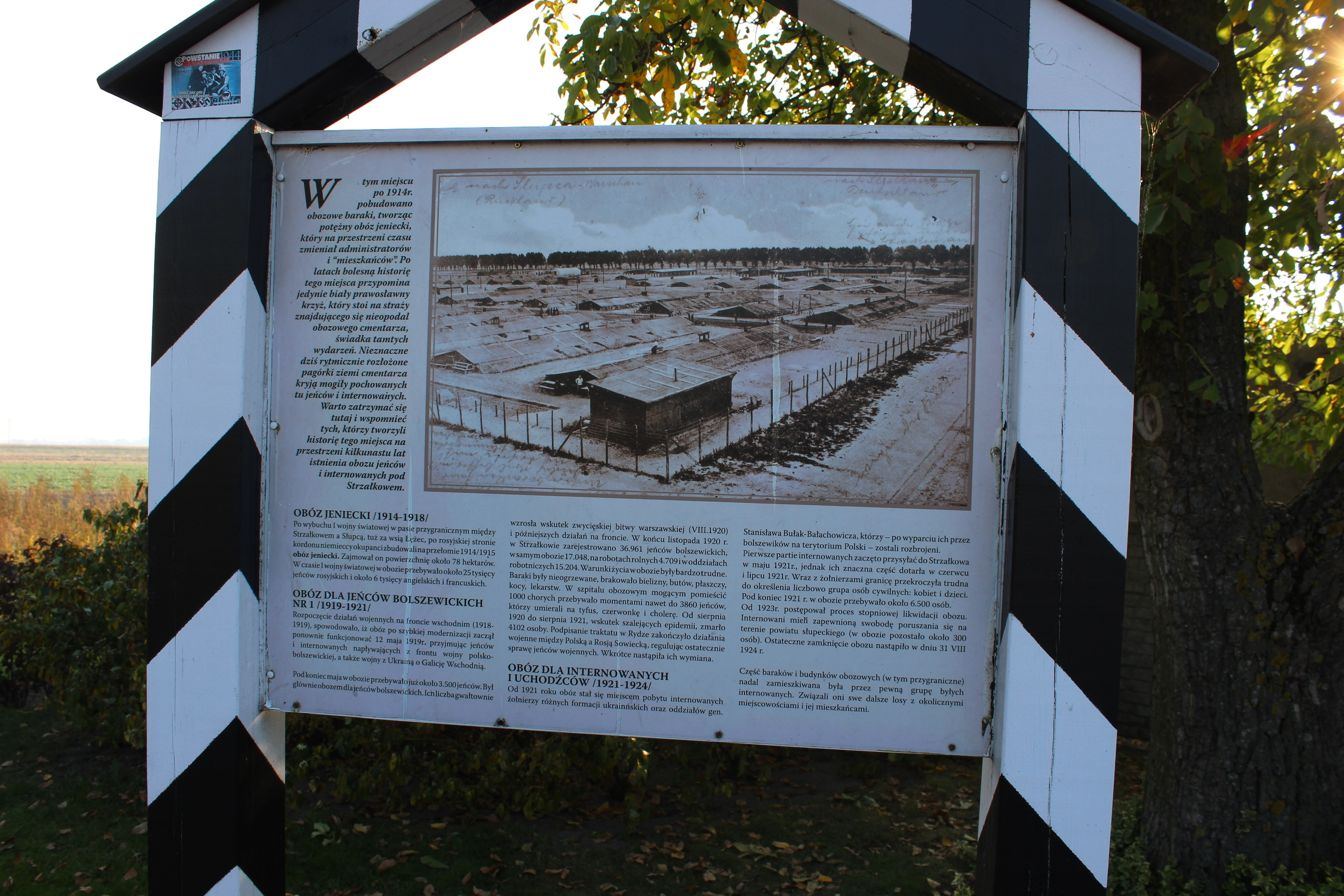